# 西都児湯医療センター
西都児湯医療センター（さいとこゆいりょうセンター）は、宮崎県西都市にある医療機関。西都・児湯医療圏（人口約10万5000人）を対象として、一次、二次救急及び高度の医療と看護を行い得る中核病院である。災害拠点病院に指定されている。

## 沿革
2011年3月末で西都市・西児湯医師会が西都医師会病院の経営から撤退したことに伴い、第三セクター方式の財団型医療法人を設立し同年4月1日からその経営を引き継いだ。
2016年4月1日より西都市が100％出資する地方独立行政法人による運営となった。

### 年表
- 1980年12月1日 - 西都市西児湯医師会立西都救急病院が開院する。
- 1997年 - 災害拠点病院の指定を受ける。
- 2007年9月1日 - 西都医師会病院に名称を変更[1]。
- 2011年4月1日 - 西都医師会病院を引き継ぎ、西都児湯医療センターが開院する。

## 診療科
- 脳神経外科
- 呼吸器内科
- 循環器内科
- 消化器内科
- 内科
- 外科
- 放射線科
- 麻酔科
- リハビリテーション科

## 医療機関の指定等
- 保険医療機関
- 救急告示医療機関
- 労災保険指定医療機関
- 指定自立支援医療機関（精神通院医療）
- 生活保護法指定医療機関
- 災害拠点病院

## 近隣の施設
- 西都市役所
- 宮崎県立妻高等学校

## 交通アクセス
- 宮崎交通西都バスセンターより徒歩約10分。